# Annette Wieviorka
Annette Wieviorka (* 10. ledna 1948) je francouzská historička, specialistka na šoa a dějiny Židů ve 20. století.

## Životopis
Její prarodiče, polští Židé, byli zatčeni během války v Nice a zemřeli v Osvětimi. Její otec, uprchlík ve Švýcarsku, a její matka, dcera pařížského krejčího, která uprchla do Grenoblu, válku přežili.
Během 70. let se angažovala v maoistickém hnutí. V období 1974 až 1976 vyučovala v Číně.
Působila v CNRS a byla členkou Mission d'étude sur la spoliation des Juifs de France. V současnosti je aktivní v Association Primo Levi.
Jejími sourozenci jsou vědci Michel Wieviorka, Sylvie Wieviorka a Olivier Wieviorka.

## Publikace
- L'Écureuil de Chine, Paříž, Les presses d'aujourd'hui, 1979
- Ils étaient juifs, résistants, communistes, Denoël, 1986
- Le procès de Nuremberg, Ouest-France/Mémorial de Caen, Rennes, Paříž, 1995
- spoluautor Jean-Jacques Becker, Les Juifs de France, Éditions Liana Levi, « Histoire », 1998
- Auschwitz expliqué à ma fille, Éditions du Seuil, Paříž, 1999
- L'Ère du témoin, Hachette, « Pluriel », Paříž, 2002
- Déportation et génocide. Entre la mémoire et l'oubli, Hachette, « Pluriel », Paříž, 2003
- Auschwitz, la mémoire d'un lieu, Hachette, « Pluriel », Paříž, 2005
- Auschwitz, 60 ans après, Robert Laffont, Paříž, 2005
- Juifs et Polonais : 1939 à nos jours, Albin Michel, coll. « Bibliothèque histoire », Paříž, 2009
- Maurice et Jeannette. Biographie du couple Thorez, Fayard, Paříž, 2010
- Eichmann de la Traque au Proces, André Versaille, Brusel, 2011
- L'Heure d'exactitude; Histoire, mémoire, témoignage, Albin Michel, 2011

## Filmografie
- 14 récits d'Auschwitz, série dokumentů, Caroline Roulet, 2005.

## Ocenění
6. listopadu 2001 byla jmenována rytířem Čestné legie. 31. prosince 2009 byla povýšena na důstojníka.